# Nymphargus megacheirus
Nymphargus megacheirus es una especie de anfibio anuro de la familia Centrolenidae.

## Distribución geográfica
Esta especie habita entre los 1300 a 1750 m de altitud:
- en Colombia, en el departamento de Putumayo, en la vertiente oriental de la Cordillera Central;
- en Ecuador en la provincia de Napo en la vertiente oriental de la Cordillera Oriental.[4]

## Descripción
Los machos miden de 27.1 a 32.8 mm y las hembras de 32.1 a 32.8 mm.

## Publicación original
- Lynch & Duellman, 1973 : A review of the centrolenid frogs of Ecuador, with descriptions of new species. Occasional Papers of the Museum of Natural History, University of Kansas, n.º 16, p. 1-66[5]